# تاریخ طبیعی ماهی

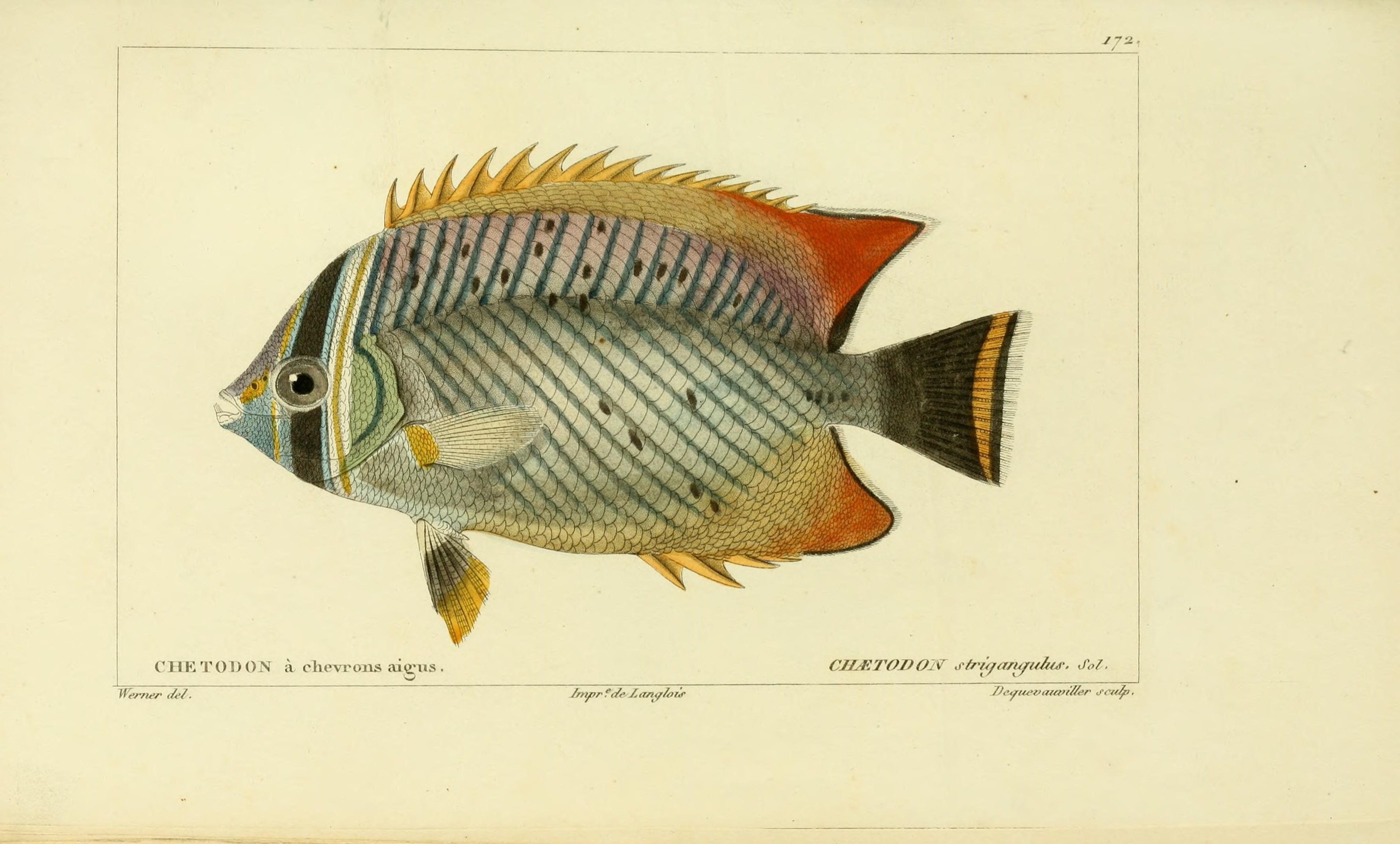
این تصویر، یکی از طرح‌های رنگی مجموعه‌ی تاریخی «تاریخ طبیعی ماهی‌ها» است که در قرن‌های ۱۸–۱۹ به‌عنوان مرجعی بنیادی در ایکتیولوژی برای مستندسازی تنوع گونه‌ای و پایه‌ریزی سیستماتیک ماهی‌ها به کار رفته است.

تاریخ طبیعی ماهی، یک کتاب ۲۲ جلدی در مورد آبزیان است که در سال ۱۸۲۸–۱۸۴۹توسط ژرژ کوویه (۱۷۶۹–۱۸۳۲) و جانشین او آشیل والنسیانز (۱۷۹۴–۱۸۶۵) منتشر شده‌است. این مجموعه ای منظم از ماهی‌های جهان بود که در آن زمان شناخته می‌شد و در کل با ۴۵۱۴ گونه ماهی شناخته می‌شد که از این تعداد ۲۳۱۱ مورد جدید برای علوم بود. این هنوز هم یکی از بلند پروازی‌های اقدامات در زمینه استخوان‌شناسی تاکنون است. بیشتر کارها پس از درگذشت کوویه ظاهر شد. بعداً، آگوست دومر هنوز هم در سالهای ۱۸۶۵و ۱۸۷۰ اثر را با دو جلد تکمیل کرد، که بیشتر مربوط به گروه‌هایی بود که کوییه آنها را خارج کرده بود، مانند کوسه‌ها.
برخورد کوویه نه تنها بر اساس منابع و نمونه‌های موزه ملی تاریخ طبیعی فرانسه، جایی که او مدیر بود، بلکه در شبکه گسترده‌ای از خبرنگاران و کاشفانی که به دور دنیا سفر می‌کردند و جمع‌آوری و ارسال نمونه‌ها و مشاهدات نیز بود.
توصیف گونه‌ها، مانند تصاویر، اغلب دقیق و کاملاً آماده است، اما به عنوان مثال استثناهایی وجود دارد که بر اساس مواد ضعیف نگه داشته شده یا فقط در یک جنس باشد. در همه وقایع، این کار به عنوان یک مرجع اصلی برای چندین نسل از متخصصان قلب باقی مانده‌است.